# 佐藤肇
佐藤 肇（さとう はじめ、男性、1929年〈昭和4年〉3月3日 - 1995年〈平成7年〉5月10日）は、日本の映画監督。埼玉県出身。

## 経歴・人物
1945年に福岡中学から満州医科大学予科に進むも、敗戦により帰国し、1947年に慶應義塾大学経済学部に進み、1952年（昭和27年）に卒業と同時に東映に入社。1960年（昭和35年）に『十七歳の逆襲 俺は昨日の俺じゃない』で監督デビュー。1960年代 - 1970年代に、怪奇・SF・アクション作品を多数手がける。
1966年（昭和41年）のSF映画『海底大戦争』や1968年（昭和43年）に発表したSFホラー『吸血鬼ゴケミドロ』は、海外でもクエンティン・タランティーノなどファンが多く、人気を博している。
インパクト重視の演出が得意で、特に『特捜最前線』では登場人物が狂乱状態に陥る演出を連発した。主なテレビ作品は他に『悪魔くん』、『キャプテンウルトラ』、『キイハンター』、『アイフル大作戦』など。
アニメ作品には宮崎駿のテレビシリーズを編集した、劇場版の1979年（昭和54年）の『未来少年コナン』がある。また、1970年（昭和45年）の手塚治虫原案・監督の映画『クレオパトラ』で、実写パート演出を務めている。

## 主な作品

### 映画
- 『十七才の逆襲　俺は昨日の俺じゃない』（1960年）
- 『逆襲の街』（1961年）
- 『八人目の敵』（1961年）
- 『考える葉』（1962年）
- 『警視庁物語　ウラ付け捜査』（1963年）
- 『警視庁物語　十代の足どり(1963年）
- 『散歩する霊柩車』（1964年）
- 『怪談せむし男』（1965年）
- 『海底大戦争』（1966年）
- 『黄金バット』（1966年）
- 『吸血鬼ゴケミドロ』（1968年）
- 『未来少年コナン』（1979年）

### テレビ
- 『悪魔くん』（1966年、NETテレビ）
- 『キャプテンウルトラ』（1967年、TBSテレビ）
- 『ローンウルフ 一匹狼』（1967年、日本テレビ放送網）
- 『刑事さん』（1968年、NETテレビ）
- 『ザ・ガードマン』（1968年、TBSテレビ）
- 『キイハンター』（1968〜1973年、TBSテレビ）
- 『アイフル大作戦』（1973年、TBSテレビ）
- 『バーディー大作戦』（1974〜1975年、TBSテレビ）
- 『夜明けの刑事』（1974〜1977年、TBSテレビ）
- 『Gメン75』（1975～1977年、TBSテレビ）
- 『影同心』（1975年、毎日放送）
- 『影同心II』（1975年、毎日放送）
- 『新・二人の事件簿 暁に駆ける』（1976〜1977年、朝日放送、NETテレビ、名古屋テレビ放送、北海道テレビ放送、東日本放送、広島ホームテレビ、瀬戸内海放送、九州朝日放送）
- 『コードナンバー108 7人のリブ』（1976年、関西テレビ放送）
- 『特捜最前線』（1977〜1981年、テレビ朝日）
- 土曜ワイド劇場『吸血鬼ドラキュラ神戸に現わる』（1979年、テレビ朝日）
- 傑作推理劇場『魔少年』（1980年、テレビ朝日）
- 土曜ワイド劇場『悪魔の花嫁　呪われた百物語』（1980年、テレビ朝日）
- 『ザ・ハングマン』（1980〜1981年、朝日放送）
- ドラマ・人間『名古屋・女子大生誘拐殺人事件』（1981年、テレビ朝日）
- 傑作推理劇場『死ぬより辛い』（1981年、テレビ朝日）
- 土曜ワイド劇場『先妻の亡霊と闘う新妻』（1981年、テレビ朝日）
- 火曜サスペンス劇場『乱れからくり ねじ屋敷連続殺人事件』（1982年、日本テレビ放送網）
- 土曜ワイド劇場『新婚探偵！謎の観覧車の女』（1982年、テレビ朝日）
- 『呪われた花嫁』（1984年、フジテレビ)

## 訳書
- 『地上最強の美女バイオニック・ジェミー』（1）「還ってきたジェミー」 著：アイリーン・ロットマン（1977年、三笠書房）